# Émile Blanchard
Charles Émile Blanchard (Parigi, 6 marzo 1819 – Parigi, 11 febbraio 1900) è stato un entomologo e zoologo francese.

## Biografia
Suo padre era un naturalista, dal quale egli trasse subito una conoscenza approfondita della storia naturale. All'età di 14 anni, Jean Victoire Audouin (1797-1841), gli permise l'accesso al laboratorio naturale presso il Muséum national d'Histoire naturelle. Solo nel 1838 divenne préparateur del laboratorio. Nel 1841 diventò, invece, assistente-naturalista.
Accompagnò Henri Milne-Edwards (1800-1885) e Jean Louis Armand de Quatrefages de Breau (1810-1892) in Sicilia in una spedizione zoologica marina. Pubblicò, nel 1845, Histoire des insectes e, nel 1854-1856, Zoologie agricole. Quest'ultimo lavoro è particolarmente noto: presenta in modo preciso le specie nocive o parassitarie e il danno che provocano a varie colture. L'opera fu illustrata da suo padre.
Tra il 1852 e il 1864 pubblicò un atlante sull'anatomia dei vertebrati. Questa pubblicazione gli servì per chiedere di essere accettato nel Museo di Storia Naturale, nel posto reso vacante dalla morte di Auguste Duméril (1812-1870), ma purtroppo fu scelto Léon Vaillant (1834-1914). Tuttavia, nel 1862, egli fu eletto presidente di storia naturale dei Crostacei, Arachnida e Insetti. Lasciò questo posto nel 1894 per la sua cecità.